# Midnight Mushrumps
| Recensione   | Giudizio        |
| ------------ | --------------- |
| AllMusic     | [ 1 ]           |
| Sputnikmusic | 4.0 (Excellent) |

Midnight Mushrumps è il secondo album discografico dei Gryphon, pubblicato dalla casa discografica Transatlantic Records nel 1974.

## Tracce
Lato A
1. Midnight Mushrumps – 18:58 (Richard Harvey)

Lato B
1. The Ploughboy's Dream – 3:02 (Tradizionale; arrangiamento: Gryphon)
2. The Last Flash of Gaberdine Tailor – 3:58 (Graeme Taylor)
3. Gulland Rock – 5:21 (Brian Gulland)
4. Dubbel Dutch – 5:36 (Graeme Taylor)
5. Ethelion – 5:15 (Gryphon)

## Musicisti
- Richard Harvey - flauto dolce (sopranino, descant, treble e tenore), cromorno (soprano, alto e tenore), harmonium, organ pipe, grand piano, clavicembalo, pianoforte elettrico, piano toy, keyboard glockenspiel, mandolino, voce
- Brian Gulland - fagotto, cromorno basso, flauto dolce tenore, tastiere (tutte, nel brano: Gulland Rock), voce, laugh and candlestick rotation
- Graeme Taylor - chitarre (acustica, semi-acustica, classica, elettrica, a 12 corde), voce, raincoat
- Philip Nestor - basso, voce
- David Oberlé - batteria, timpani, percussioni, voce solista, headache, candlestick

Note aggiuntive
- Gryphon - produttori
- Registrazioni effettuate al The Chipping Norton Recording Studio, Oxfordshire (Inghilterra) nel gennaio del 1974
- Dave Grinsted - ingegnere delle registrazioni
- Clive Boursnell - fotografie
- Richard Rockwood - design album
- Ann Sullivan - art direction
- Laurence Aston e John Whitehead - coordinatori
- Ringraziamento speciale a: Martin Lewis[3]